# Glee
Glee este un serial de televiziune american în genurile musical comedie-dramă care a fost transmis la Fox în Statele Unite. Acesta se concentrează asupra Clubului Glee al liceului McKinley. Distribuția inițială este formată din directorul clubului și profesor de spaniolă Will Schuester (Matthew Morrison), antrenoarea majoretelor Sue Sylvester (Jane Lynch), consilierul de dans Emma Pillsbury (Jayma Mays), soția lui Will Terri (Jessalyn Gilsig) și opt membri ai clubului interpretați de Dianna Agron, Chris Colfer, Kevin McHale, Lea Michele, Cory Monteith, Amber Riley, Mark Salling și Jenna Ushkowitz.
Serialul a fost creat de Ryan Murphy, Brad Falchuk și Ian Brennan. Episodul pilot a fost difuzat la 19 mai 2009, iar primul sezon a rulat de la 9 septembrie 2009 până la 8 iunie 2010.

## Legături externe
- Site web oficial
- Glee Wiki
- Glee la Internet Movie Database
- en Glee la TV.com
- Glee episode list at TV Guide
- Encyclopædia Britannica: Glee (American television program)

Format:Glee
Format:Ryan Murphy
Format:GoldenGlobeTVComedy 1990-2009
Format:GoldenGlobeTVComedy 2010-present
Format:ScreenActorsGuildAwards EnsembleTVComedy 2000–2009